# Norske løve
Den danske flåde har gennem tiden haft elleve skibe der er navngivet "Norske Løve".
Den første der blev bygget, var den "Norske Løve" der blev bygget på orlogsværftet Engelsborg på Slotø i Nakskov Fjord. Skibet blev bygget efter tegninger af David Balfours, af skotten Daniel Sinclair, som var skibsbygmester for Kong Christian 4., og som var på værftet på Slotø fra 1628 til 1631, i forbindelse med at flåden overvintrede i Nakskov. Her skulle Sinclair sørge for at vedligeholde skibene, og blev i den forbindelse bedt om at bygge "Norske Løve". Sinclair havde sin erfaring med skibsbyggeri fra England, som dengang var førende inden for byggeri af skibe. Sinclair udførte dog sit arbejde så flot, at det imponerede den engelske flåde. 
"Norske Løve" blev bygget fra 1631 til 1634, og sendt til søs i 1635. Da Sinclair døde samme år, blev det det sidste skib fra værftet på Slotø.
"Norske Løve" var aktiv i de næste tolv år, og deltog i flere søslag, herunder Slaget i Listerdyb 16. maj 1644, Søslaget på Kolberger Heide den 1. juli 1644 og blokaden af Göteborg i 1645. Det blev lagt op i 1653, men der er lidt modstridende oplysninger, og er blevet forvekslet med en anden "Norske Løve", som var søsat i Lübeck i 1654, og som var af samme størrelse med samme store besætning og bevæbning. Historien fortæller at "Norske Løve" fra Slotø skulle have forsat i tjeneste helt frem til 1666, hvor det forliste i en storm syd for Stavanger. 
Den samme skæbne er også overgået "Norske Løve" fra Lübeck, i samme storm, så måske er der tale om en forveksling af disse to.
Endnu en "NORSKE LØVE" er fra 1764. Kølen lagt 1764 på Orlogsværftet af ansvarlig Capitaine og Fabriquemester Frederik Michael Krabbe og sandsynligvis færdiggjort 1766. 70 kanoner. Bemanding 465 mand. Stand 1766: “er tillukt for oven kan ventes færdig Sidst i aar”. Det er denne fregat Billings model byggesæt er skabt fra.
Kilde:  Kongens Håndbøger, Rigsarkivet: “General Etat over Flaaden saavel hvad Stand den er udi Anno 1766; samt hvor stor Befæstningen skal være”.

## Data for "Norske Løve" (Slotø bygn. 1631-1634)
- Deplacement 900 tons,
- længde 121´6´´,
- bredde 31´6´´,
- dybgang 10´6´´ ,
- antal kanoner 36-48 stk.,
- besætning 244 mand.

"Norske Løve" er navngivet efter det norske rigsvåben.